# Liam Garrigan
Liam Garrigan (1981) is een Engels acteur. Hij speelde in diverse films en series, waaronder Transformers: The Last Knight, Once Upon a Time en Alex Rider.

## Filmografie

### Film
- 2010: New Blood, als Steve
- 2014: The Legend of Hercules, als Iphicles
- 2017: Transformers: The Last Knight, als Koning Arthur
- 2021: Cherry, als kapitein

### Televisie
- 2003: Holby City, als Nic Yorke
- 2004: The Afternoon Party, als Ben Rose
- 2004: Doctors, als Scott Renshaw
- 2005: Ultimate Force, als Edward Dwyer
- 2005: Silent Witness, als Nathan Archer
- 2005: Totally Frank, als dj Dan
- 2006-2007: The Chase, als Matt Lowe
- 2008: He Kills Coppers, als Jonathan Young
- 2008-2011: Raw, als Bobby Breen
- 2009: Agatha Christie's Marple, als Stephen Restarick
- 2009: Blue Murder, als Billy Radfield
- 2010: In Mates, als Pete
- 2010: The Pillars of the Earth, als Alfred
- 2011: Land Girls, als Henry Jameson
- 2011: The Night Watch, als Reggie Nigri
- 2012-2013: Strike Back, als Liam Baxter
- 2014: Silent Witness, als Dr. Christy Nash
- 2014: Endeavour, als Tony Frisco
- 2014: 24: Live Another Day, als Ian Al-Harazi
- 2015: Spotless, als Victor Clay
- 2015-2016: Once Upon a Time, als Koning Arthur
- 2018: The Terror, als Thomas Jopson
- 2018: The End of the World As We Know It, als Gah'ree
- 2020: Alex Rider, als Martin Wilby
- 2020: Small Axe, als Greg Huggan
- 2021: Domina, als Marcus Antonius
- 2021: Cobra, als Tommy
- 2021: Invasion, als Hughes
- 2021: The Outlaws, als jonge Frank
- 2022: War of the Worlds, als Gideon
- 2023: Sandition, als Samuel Colbourne
- 2023: The Long Shadow, als Bob Blake
- 2024: Belgravia: The Next Chapter, als Fletcher
- 2024: Moonflower Murders, als Leonard Collins

### Computerspellen
- 2018: Thronebreaker: The Witcher Tales, als Gascon (stemrol)
- 2019: GreedFall, als kapitein Kurt